# Rufo (personaje bíblico)
Rufo (en latín Rufus, que significa pelirrojo) fue un cristiano del siglo I mencionado en Marcos 15:21 junto a su hermano Alejandro, y a su padre, Simón, procedente de Cirene, descrito como que se vio obligado a ayudar a llevar la cruz en la que Jesucristo fue crucificado.

"Obligaron a uno que pasaba viniendo del campo, a un cierto Simón de Cirene, padre de Alejandro y de Rufo, a que cargara la cruz de Jesús."

Según el Easton's Bible Dictionary (Diccionario Bíblico de Easton), probablemente fuese el mismo Rufo que es mencionado en la Epístola a los romanos 16:13, cuya madre estaba entre aquellos a quienes Pablo envió saludos en su epístola. Se especula que sería Rufo de Tebas.

"Saluden a Rufo, el escogido en el Señor y a su madre, que también es la mía.·